# Croatia Open Umag 2018
Il Croatia Open Umag 2018, anche conosciuto come Plava Laguna Croatia Open Umag per motivi di sponsorizzazione, è stato un torneo di tennis giocato sulla terra rossa. È stata la 29ª edizione dell'evento che fa parte della categoria ATP Tour 250 nell'ambito dell'ATP World Tour 2018. Si è giocato all'International Tennis Center di Umago, in Croazia, dal 16 al 22 luglio 2018.

## Partecipanti

### Teste di serie
| Nazione              | Giocatore            | Ranking* | Testa di serie |
| -------------------- | -------------------- | -------- | -------------- |
| Regno Unito          | Kyle Edmund          | 17       | 1              |
| Bosnia ed Erzegovina | Damir Džumhur        | 23       | 2              |
| Italia               | Marco Cecchinato     | 29       | 3              |
| Russia               | Andrej Rublëv        | 33       | 4              |
| Spagna               | Albert Ramos Viñolas | 38       | 5              |
| Paesi Bassi          | Robin Haase          | 43       | 6              |
| Portogallo           | João Sousa           | 45       | 7              |
| Francia              | Benoît Paire         | 47       | 8              |
| Germania             | Maximilian Marterer  | 48       | 9              |

* Ranking al 2 luglio 2018.

### Altri partecipanti
I seguenti giocatori hanno ricevuto una wild card per il tabellone principale:
- Félix Auger-Aliassime
- Nino Serdarušić
- Franko Škugor

I seguenti giocatori sono passati dalle qualificazioni:

- Rogério Dutra da Silva
- Martin Kližan
- Stefano Travaglia
- Marco Trungelliti

Il seguente giocatore è entrato in tabellone come lucky loser:
- Andrej Martin

### Ritiri
Prima del torneo
- Kyle Edmund → sostituito da  Andrej Martin
- Guillermo García López → sostituito da  Laslo Đere
- Filip Krajinović → sostituito da  Tarō Daniel
- Andreas Seppi → sostituito da  Guido Pella

## Campioni

### Singolare
Marco Cecchinato ha battuto in finale  Guido Pella con il punteggio di 6-2, 7–6(4).
- È il secondo titolo in carriera per Cecchinato, il secondo della stagione.

### Doppio
Robin Haase /  Matwé Middelkoop hanno battuto in finale  Roman Jebavý /  Jiří Veselý con il punteggio di 6-4, 6-4.